# Monzonit
Monzonit je srednja magmatska intruzivna kamnina, sestavljena iz približno enakih delov natrijevega do srednjega plagioklaza in ortoklaznih glinencev in manjše količine amfibola, biotita in drugih mineralov. Kremena je zelo malo ali pa ga sploh ni. Če vsebnost kremena presega 10%, se kamnina imenuje kremenov monzonit.
Če ima kamnina več ortoklaza ali kalijevega glinenca, se pretvori v sienit. Z naraščanjem vsebnosti kalcijevega plagioklaza in mafičnih mineralov se pretvori v diorit. Predorninski ekvivalent monzonita je latit.
- Intruzija monzonita v zelo metamorfirani gostiteljski kamnini (Notch Peak, Utah, ZDA)
- Monzonit larvikit (Larvik, Norveška)
- Kremenov monzonit (Cape Cod, Massachusetts)
- Fotomikrograf tanke rezine monzonita v polarizirani svetlobi